# Identikit Tour
Identikit Tour fu una tournée teatrale di Renato Zero, che partì da Terni il 13 dicembre 1984.

## Scenografia e palco
Il palco rappresenta la città caotica, confusa e dispersiva. Sulla scena compaiono tanti palazzi, più o meno ad altezza uomo, che sono posizionati su delle pedane girevoli che permettono al pubblico di vedere due grandi pareti di stelle per poi mostrare i palazzi grigi. Particolari e ricercati sono i grattacieli con le finestre.
Renato entra in scena su di un letto gigante con un pigiama rosso o bianco (a seconda della città). Nel secondo cambio d'abito, invece, veste molto elegantemente con un frac grigio con paillettes che durante lo spettacolo sarà sostituito da un altro frac, però nero.
Durante le eventuali esibizioni di Ed io ti seguirò indossa un cappello nero, mentre durante l'interpretazione di Arrendermi mai si chiude in un robot.

## Date
| Numero del concerto | Giorno                                | Città           |
| ------------------- | ------------------------------------- | --------------- |
| 1                   | 12 dicembre 1984                      | Ferrara         |
| 2                   | 13 dicembre 1984                      | Terni           |
| 3                   | 14 dicembre 1984                      | Terni           |
| 4                   | 17 dicembre 1984                      | Piacenza        |
| 5                   | 21 dicembre 1984                      | Terni           |
| 6                   | 22 dicembre 1984                      | San Rufo        |
| 7                   | 25 dicembre 1984 (speciale Natale)    | Roma            |
| 8                   | 27 dicembre 1984                      | Roma            |
| 9                   | 28 dicembre 1984                      | Roma            |
| 10                  | 30 dicembre 1984                      | Roma            |
| 11                  | 31 dicembre 1984 (speciale fine anno) | Roma            |
| 12                  | 1º gennaio 1985 (speciale Capodanno)  | Roma            |
| 13                  | 3 gennaio 1985                        | Roma            |
| 14                  | 5 gennaio 1985                        | Roma            |
| 15                  | 11 gennaio 1985                       | Torino          |
| 16                  | 13 gennaio 1985                       | Torino          |
| 17                  | 16 gennaio 1985                       | Firenze         |
| 18                  | 17 gennaio 1985                       | Firenze         |
| 19                  | 19 gennaio 1985                       | Perugia         |
| 20                  | 24 gennaio 1985                       | Reggio Calabria |
| 21                  | 25 gennaio 1985                       | Messina         |
| 22                  | 26 gennaio 1985                       | Catania         |
| 23                  | 5 febbraio 1985                       | Bari            |
| 24                  | 6 febbraio 1985                       | Bari            |
| 25                  | 21 febbraio 1985                      | Cosenza         |
| 26                  | 23 febbraio 1985                      | Cagliari        |
| 27                  | 24 febbraio 1985                      | Cagliari        |
| 28                  | 26 febbraio 1985                      | Fabriano        |
| 29                  | 23 gennaio 1985                       | Bagheria        |

## Scaletta dei concerti
- Intro.
- Io uguale io
- Marciapiedi
- Sogni di latta
- Niente
- La tua idea
- Guai
- Fermati
- Mi vendo
- Padre nostro
- Arrendermi mai
- Da uomo a uomo
- La gente come noi
- Ancora fuoco
- Ed io ti seguirò
- Pelle
- Sospetto
- Per non essere così
- Sterili
- Periferia
- Resisti
- Il cielo
- Io qui

In alcune tappe sono stati aggiunti alla scaletta altri quattro brani: